# Mikhaïl Zósxenko
Mikhaïl Mikhàilovitx Zósxenko (rus: Михаи́л Миха́йлович Зо́щенко, nascut el 10 d'agost (calendari gregorià - 29 de juliol segons el calendari julià) de 1894 a Sant Petersburg, Imperi Rus i mort el 22 de juliol de 1958 a Leningrad, URSS, fou un escriptor rus, dramaturg, guionista i traductor. Es considera un clàssic de la literatura russa.
Els dards de les seves sàtires van dirigits contra la ignorància, l'egoisme burgès, la crueltat, l'oportunisme i altres vicis humans.

## Biografia
Zósxenko va néixer el 1894, a Sant Petersburg, Rússia, segons la seva autobiografia del 1953. El seu pare, ucraïnès era un artista i un mosaïcista responsable de la decoració exterior del Museu Suvórov a Sant Petersburg La seva mare era russa. El futur escriptor va assistir a la Facultat de Dret de la Universitat de Sant Petersburg, però no es va graduar a causa de problemes financers. Durant la Primera Guerra Mundial Zósxenko serveix a l'exèrcit com a oficial de camp. És ferit en combat i condecorat diverses vegades. Desmobilitzat per causa de les seqüeles cardíaques causades per l'exposició als gasos verinosos de combat, treballa en diversos oficis. En particular, és director de l'oficina del telègraf a Sant Petersburg, assistent de la milícia comunal d'Arkhànguelsk, secretari del tribunal, instructor en reproducció de conills i aus de corral. A principis de 1919, durant la Guerra Civil Russa desafiant els seus problemes de salut, s'uneix altre cop a l'Exèrcit Roig i l'hivern del mateix participa en les batalles prop de Narva i Kinguíssepp. Declarat altre cop no apte per al servei militar i desmobilitzat a causa d'una crisi cardíaca, troba feina com a telefonista a les duanes. Després, entre 1920 et 1922, serà investigador de la policia, agent marítim, fuster i sabater. Freqüenta en aquesta l'estudi literari al si de l'editorial Vsemírnaia literatura («Всемирная литература») dirigit per Kornei Txukovski.
Zósxenko prova sort en l'escriptura vers el 1922 i publica Les històries de Nazar Ílitx, estimat senyor Ventreblau (rus: Рассказы Назара Ильича, господина Синебрюхова, Rasskazi Nazara Ilitxà, gospodina Sinebriúkhova), que aconseguiran un gran èxit. S'integra tot seguit en el grup literari dels Germans Serapion
Durant els anys 1920, l'autor mostra una marcada predilecció pels contes curts i les faules on el narrador fa desfilar els herois còmics de mentalitat estreta. Amb el temps, s'inclina cap al gènere de la premsa en la qual l'argument s'amplia sense perdre, però, la seva ja reconeixible concisió. A Joventut retornada (rus: Возвращённая молодость, Vozvrasxónnaia mólodost), publicat per la revista literària mensual Zvezdà (rus: Звезда; Estel) el 1933, o la col·lecció del Llibre Blau (rus: Голубая книга, Golubaia kniga), publicat a Kràsnaia nov (rus: Кра́сная новь; Novetat roja) en 1934-1935, són exemples típics del període dels anys 1930. La seva novel·la Història d'una reforja (rus: История одной перековки, Istória odnoi perekovki) s'inclourà en l'obra col·lectiva El canal Stalin, història de la construcció de Canal Mar Blanc-Bàltic (rus: Беломорско-Балтийский канал имени Сталина, Belomorsko-Baltiski kanal ímeni Stàlina), on s'introdueix el concepte de reeducació de presoners soviètics pel treball col·lectiu com un redisseny de l'individu. En 1937, totes les còpies foren retirades de la venda i els principals protagonistes exterminats durant la Gran Purga, entre ells Semion Firin (1898-1937), l'administrador del lloc en qüestió. El nom de Zósxenko no serà esmentat durant les persecucions.
El 1940 apareixien els seus Contes sobre Lenin («Рассказы о Ленине»), llibre per a nens en edat preescolar amb pretensions educatives que, en un llenguatge simplificat, exalça les suposades virtuts del líder del proletariat. Aquest llibre forma part del nínxol de propaganda per difondre la imatge d'un Lenin humà i fou adoptat per molts altres escriptors com Aleksandr Kónonov, Maria Prilejàieva o Serguei Mikhalkov. En aquest context, els Contes sobre Lenin seran al programa escolar durant nombrosos anys.
Immediatament després de l'inici de la Gran Guerra Patriòtica Zósxenko se'n va a l'oficina de reclutament militar i presenta una sol·licitud de reclutament, amb una petició expressa perquè sigui enviat al front, atesa la seva experiència en combat, però no és admès per raons de salut. A continuació, s'enrola en les forces de lluita contra incendis, que patrullen per les teulades dels edificis durant les incursions aèries sobre la ciutat,per tal d'extingir els artefactes incendiaris llançats pels alemanys. Continua fins i tot en aquestes condicions el seu treball literari, escrivint fulletons patriòtics per als periòdics del front i per a la ràdio. Amb Ievgueni Schwartz escriu l'obra de teatre Sota els til·lers de Berlín (rus: Под липами Берлина, Pod lípami Berlina), on parla de la presa de Berlín per part de l'exèrcit soviètic, que serà interpretada al Teatre de la Comèdia de Sant Petersburg durant el Setge de Leningrad. El setembre de 1941 és evacuat a Moscou i després a Almati, on escriu tres guions per als estudis Mosfilm: Fulles mortes (Опавшие листья, Opàvxie lístia), La felicitat d'un soldat (Солдатское счастье, Soldàtskoie stxàstie) i Deixeu que l'infortunat plori (Пусть неудачник плачет, Pust neudàtxnik plàtxet) - però cap d'ells no serà adaptat al cinema.
L'abril del 1943 Zósxenko retorna a Moscou i treballa en la redacció del Krokodil.
A començaments del mes d'agost de 1943, la revista literària Oktiabr (rus: Октябрь; Octubre) comença a publicar els primers capítols de la seva novel·la Abans que no surti el sol (rus: Перед восходом солнца, Péred voskhódom solntsa), la redacció de la qual es va iniciar durant l'estada a Almati, però amb una idea que ja havia germinat en la dècada del 1930, és una obra autobiogràfica i introspectiva similar a un treball de recerca sobre les causes de la malenconia i el mal viure, de la difícil relació amb les dones de l'autor, on recorda els esdeveniments de la seva infància, els seus somnis recurrents, escrita com una sèrie de petites notícies que recorden un diari. La publicació s'interromp mentre Zósxenko cau en desgràcia en el context de jdanovisme després de la publicació de la seva curta sàtira Les aventures d'un petit mico (rus: Приключения обезьяны; Prikliutxénia obeziani), que també li va valer l'exclusió de la Unió d'Escriptors Soviètics, per bé que hi seria readmès el 1953.
Finalment, el text d'Abans que no surti el sol es donarà a conèixer per primera vegada als Estats Units el 1968, mentre que a l'URSS no es descobrirà fins al 1987.
Els últims anys de la seva vida l'escriptor els passarà a la seva datxa de Sestroretsk, prop de Leningrad. Zósxenko viu en la misèria. Pocs mesos abans de morir és acceptada la seva sol·licitud de pensió (1.200 rubles).
A la primavera de 1958, Zósxenko pateix una intoxicació de nicotina, fet que comporta un breu espasme dels vasos cerebrals, problemes amb la parla i que deixi de reconèixer els altres; El 22 de juliol de 1958, poc després de mitjanit, Mikhaïl Zosxenko mor a causa d'una insuficiència cardíaca aguda.

## Traduccions al català
- "El transformista". Conte de Mikhaïl Zósxenko, amb introducció i traducció d'Andreu Nin i Pérez. Mirador, 96 (4 de desembre, 1930).P. 4.
- Prou compassió!. Quaderns literaris (Edicions de la Rosa dels Vents) ; 115. Barcelona. 1936. Traducció d'Andreu Nin
- "La crisi". Paper de vidre, 2023. Traducció de Marta Nin